# Santos-o-Velho
Pour les articles homonymes, voir Santos (homonymie).
Santos-o-Velho est une freguesia portugaise située dans le district de Lisbonne.